# Elias II. (Maine)
Elias II. von Maine (französisch: Hélie oder Élie; * ?; † 15. Januar 1151) war ein Graf von Maine aus dem Haus Château-Landon. Er war ein jüngerer Sohn des Grafen Fulko V. von Anjou und dessen erster Ehefrau Eremburge de La Flèche († 1126), Erbin der Grafschaft Maine.
Nach dem Willen seines Vaters sollte ihm Elias in der Grafschaft Maine nachfolgen, wurde aber von seinem älteren Bruder Gottfried V. von Anjou an dem Erbgang gehindert. Elias suchte deshalb die Nähe zu normannischen Baronen, um diese als Bündnispartner zu gewinnen. Er heiratete Philippa, eine Tochter des Grafen Rotrou III. von Perche, die über ihre Mutter eine Enkelin des Normannenherrschers Heinrich I. Beauclerc war. Obwohl Gottfried selbst ein Schwiegersohn von Heinrich Beauclerc war, konnte sich Elias der Ablehnung Gottfrieds durch die normannischen Barone, welche einen Erbfall des Normannenreiches an Anjou ablehnten, gewiss sein.
Tatsächlich konnte sich Gottfried nach dem Tod Heinrichs Beauclerc 1135 zunächst nicht in der Normandie durchsetzen, da die Normannen, unter ihnen Elias Schwiegervater, Stephan von Blois unterstützten. Doch 1141 wechselte der Graf von Perche und mit ihm fast der gesamte Adel der Normandie auf die Seite Gottfrieds, der 1144 Rouen einnahm. Dadurch seiner Verbündeten beraubt wagte Elias 1145 einen Aufstand gegen seinen Bruder, wurde von diesem aber geschlagen und eingekerkert. Erst 1151 wurde Elias wieder freigelassen und wohl auch von Gottfried in Maine anerkannt, starb aber bald darauf an einer Fiebererkrankung.
Aus seiner Ehe hatte Elias eine Tochter, Beatrix, die den Grafen Johann I. von Alençon heiratete. Eventuelle Erbrechte von Beatrix auf Maine wurden von deren Vetter Heinrich II. Plantagenet (Gottfrieds Sohn) ignoriert.

## Anmerkung
1. ↑  John of Marmoutier: Historia Gaufredi ducis Normannorum et comitis Andegavorum.